# Szics–1
A Szics–1 (ukránul: Січ–1) ukrán Okean–O1 típusú földfigyelő műhold. Ez volt a független Ukrajna első műholdja, melyet 1995-ben indítottak.

## Jellemzői
Okean–O1 típusú földfigyelő műhold. Radarképei egyedülálló módon mutatták meg a Föld felszínét.

## Küldetés
A műholdat a Jangel nevét viselő Állami Tervező Iroda tervezte, a dnyiprói Déli Gépgyár gyártotta. A Dniprocosmos üzemeltette. Társműholdja a FASat–A (chilei). Az űreszközök összekapcsolva maradtak, mert az elválasztó pirotechnika nem működött.
Megnevezései:  COSPAR: 1995-046A; SATCAT kódja: 23657.
1995. augusztus 31-én indították a Pleszeck űrrepülőtérről egy Ciklon–3 hordozórakétával. A műhold alacsony Föld körüli pályán keringett. Keringési ideje 97,64 perc, a pályasík hajlásszöge 82,3°. A pálya perigeuma 659 km, apogeuma 683 km. A műhold 2001-ig üzemelt.
Tömege 1915 kilogramm. Szolgálati idejét 5 évre tervezték. Telemetriai berendezéseinek adatáramlását antennák segítségével biztosította. Az űreszközhöz napelemeket rögzítettek, éjszakai (földárnyék) energia ellátását újratölthető kémiai akkumulátorok biztosították. Hajtóanyaga és mikrófúvókái segítették a stabilitást és a pályaelemek tartását.
Programja
- feladata elősegíteni a gazdasági (földtani szerkezet), katasztrófavédelmi, mezőgazdasági (belvíz, hóállapot, jég), halászati tevékenységet,
- az ionoszféra és magnetoszféra tanulmányozása,
- elektromos terek és áramok tanulmányozása,
- elektromágneses sugárzás okozta szeizmikus tevékenység kimutatása,
- infrahang és akusztikai vizsgálatok az ionoszférában,
- vizsgálni a telemetriai berendezések működését befolyásoló plazma hatásokat,
- elektromos áramsűrűség mérése az ionoszférában,